# Bosgårdsfallet

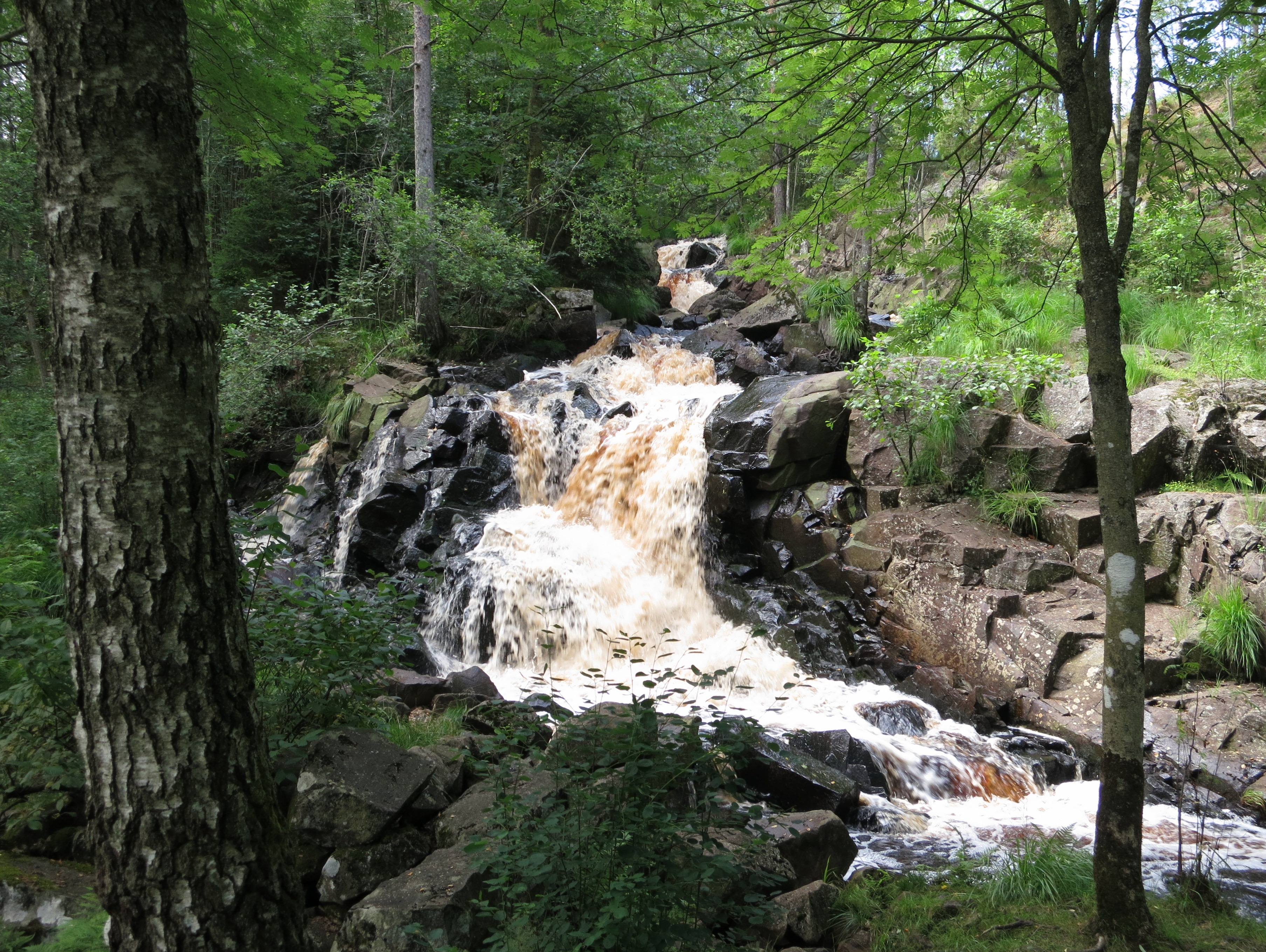
Bosgårdsfallet

Bosgårdsfallet är ett vattenfall på 11 meter i Bosgårdsån mellan Ivesjön och Nissan. Fallet ligger strax väster om Torup i Hylte kommun i Hallands län.
Vid fallet har det funnits en större såg och kvarn som var i bruk till i början av 1930-talet